# Charles Gervais
Pour les articles homonymes, voir Gervais.
Charles Louis Gervais (Féricy, 29 mai 1826 – Paris 5e, 27 mai 1893), est un industriel français, fondateur des Fromageries Gervais.

## Biographie
Né à Féricy en Seine-et-Marne, il est le fils d'un vigneron, Jean-Louis Gervais et de Victoire Elisabeth  Humeau.
Il développe la fabrication des fromages petit-suisse, en accord avec Madame Hérould, fermière du pays de Bray à Villers-sur-Auchy (Oise) qui était détentrice du secret de fabrication de ces petits fromages blancs.
À partir de leur association, la première usine Gervais voit le jour à Ferrières-en-Bray où elle se trouve encore aujourd'hui.
Il demeure 23 rue du Pont-Neuf à Paris.
Il est nommé chevalier de la Légion d’honneur le 6 janvier 1890.
Charles Gervais meurt à son domicile au no 71 rue Claude-Bernard dans le 5e arrondissement de Paris le 27 mai 1893.
Ses obsèques sont célébrées dans l'église Saint-Jacques-du-Haut-Pas et il est inhumé à Ferrières-en-Bray.
Il est le père de l'homme politique Jules Gervais.

## Distinctions
- Chevalier de la Légion d'honneur (décret du 6 janvier 1890)[6]. Il est fait chevalier par Louis Isidore Leroy le 5 mars 1890.

## Postérité
Les Fromageries Gervais sont fusionnées en 1967 avec la société Danone, fabricant de yaourt et faisant partie du groupe agro-alimentaire français Danone depuis 1973 (ex-BSN). Son arrière petite-fille, Claire Gervais, reprend les commandes du groupe en tant qu'héritière.